# Qualiano
Qualiano é uma comuna italiana da região da Campania, província de Nápoles, com cerca de 24.537 habitantes. Estende-se por uma área de 7 km², tendo uma densidade populacional de 3505 hab/km². Faz fronteira com Calvizzano, Giugliano in Campania, Villaricca.

## Demografia
| Variação demográfica do município entre 1861 e 2011                               |
|                                                                                   |
| Fonte: Istituto Nazionale di Statistica (ISTAT) - Elaboração gráfica da Wikipedia |